# Мевари
Мевари — один из основных диалектов языка раджастхани. Относится к центральной группе индоарийских языков. Распространён в округах Раджсаманд, Бхилвара, Удайпур и Читторгарх индийского штата Раджастхан. Имеются также носители в соседних районах штатов Гуджарат и Харьяна, а также в Дели. Число носителей – около 2 млн. человек (Ethnologue), по другим источникам – около 5 млн. человек.
Примерно на 54% взаимопонимаем с диалектом марвари. Схожесть с другими диалектами раджастхани составляет от 50 до 80%. Многие носители владеют также стандартным хинди.
В качестве письменности используется деванагари.